# Campeonato Mundial del Alfajor
El Campeonato Mundial del Alfajor (Abreviatura: CMA) es una competencia culinaria dedicada a premiar la calidad de los alfajores, una comida típica de América Latina, principalmente Argentina y Uruguay, aunque actualmente Canadá, Gales, Ecuador, Brasil, Perú y Paraguay tienen medallas, Aunque marcas de España, Canadá, Estados Unidos, Países Bajos, Arabia Saudita, Emiratos Árabes Unidos y Colombia participaron del evento. Las muestras enviadas por las empresas se someten a una evaluación, donde un jurado especializado asigna un puntaje a las características establecidas. Los puntajes máximo de cada categoría obtienen las medallas de oro, plata o bronce. Esta organizado por el sanjuanino Juan José Soria, Director técnico del evento y de los eventos secundarios: la Feria Argentina del Alfajor y la Feria Internacional del Alfajor.
El formato es el siguiente: Las muestras enviadas se someten a un procedimiento de cata a ciegas donde un jurado especializado lo puntúa en 35 características sensoriales, entre ellos relleno, galleta, cobertura, apariencia externa, relación galleta-relleno, homogeneidad del relleno, espesor de la cobertura, firmeza, masticabilidad, evaluación gustativa y olfativa, complejidad y equilibrio. Los 3 alfajores con más puntaje de cada categoría ganan la Medalla de Oro, la de Plata y la de Bronce.
La mayoría de los alfajores son de estilo marplatense, pero también compiten alfajores de estilo santafesino, patagónico, cordobés, de maicena, tucumano y santiagueño, aunque los últimos dos no ganaron ninguna medalla.

## Categorías
El certamen, cuenta con una gran cantidad de categorías, las cuales son:
- Mejor alfajor del mundo
- Mejor Chocolate Negro
- Mejor Chocolate Blanco
- Mejor Dulce de Leche
- Mejor Relleno de Fruta
- Mejor Alfajor Simple
- Mejor Alfajor Triple
- Mejor Galleta
- Mejor Alfajor de Confitería
- Mejor Sabor Tradicional
- Mejor Sabor Exótico
- Mejor Textura
- Mejor Aroma
- Mejor Packaging
- Mejor Alfajor Saludable
- Mejor Alfajor de Maicena
- Mejor Alfajor Pyme
- Mejor Alfajor Glaseado
- Mejor Alfajor De Autor
- Mejor Alfajor Industrial
- Mejor Stand de Feria (Honorífica)

## Ediciones

### 2022
En edición del 2022 realizada en Calle Florida y Avenida Corrientes y asistieron 12000 personas.
| Categoría                   |                                                                          |                                                                      |                                                                  |
| --------------------------- | ------------------------------------------------------------------------ | -------------------------------------------------------------------- | ---------------------------------------------------------------- |
| Mejor alfajor del mundo     | Milagros del Cielo Mousse de chocolate al licor                          | Milagros del Cielo Mousse de chocolate al licor                      | Milagros del Cielo Mousse de chocolate al licor                  |
| Mejor chocolate negro       | Rústico Chocolates Dulce de leche y chocolate 70%                        | Café Martínez Dulce de leche y chocolate 70%                         | La Aldea Chocolate 70%                                           |
| Mejor chocolate blanco      | Ególatra Dulce de leche y chocolate blanco de harina de almendras        | Butter Queen Ganache de chocolate blanco y pasta de pistachos        | Ajo Negro Chocolate blanco y arándanos                           |
| Mejor dulce de leche        | Arroyito de la Cruz Dulce de leche y chocolate                           | Montemar Dulce de leche con chocolate glaseado                       | Themba Dulce de leche con baño glasé                             |
| Mejor relleno de fruta      | Chocolates Gouher Maracuyá con chocolate negro                           | Isidoro Alfajores Membrillo con chocolate blanco                     | Don Abel Membrillo con chocolate                                 |
| Mejor alfajor simple        | Mamá Norma Dulce de leche con chocolate blanco                           | Ganash Frutos rojos y dulce de leche                                 | El Arequero Avellanas con chocolate                              |
| Mejor alfajor triple        | Los Retamos Triple de dulce de leche y frambuesa                         | La Maga Triple de dulce de leche con chocolate intenso               | Sr. Alfajor Triple de dulce de leche                             |
| Mejor galleta               | Chocolezza Dulce de leche y chocolate negro                              | Beraca Alcayota con dulce de leche glaseado                          | Alfajores Romah Chocolate amargo blanco y negro                  |
| Mejor alfajor de confitería | Arrabal Chocolate amargo                                                 | Arrabal Chocolate negro                                              | Arroyito de la Cruz Dulce de leche grande y chocolate            |
| Mejor sabor tradicional     | Alfajores la Pampita Dulce de leche con chocolate glaseado               | Dulce Cobo Cacao                                                     | Delicias Mafalda Estilo patagonico de dulce de leche y chocolate |
| Mejor sabor exótico         | Milagros del Cielo Mousse de chocolate al licor                          | Alfajores Oki Oki Dulce de leche con fernet                          | Portal del Viento Amarula con chocolate                          |
| Mejor textura               | Alfajores Monje Negro Cacao intensto                                     | Isidoro Alfajores Dulce de leche con chocolate                       | Alfajores Pali Estilo santafesino de chocolate                   |
| Mejor aroma                 | 1823 Dulce de leche con café                                             | Hermano Sabores Argentinos Dulce de leche con chocolate medio amargo | YPF Full Mousse de chocolate con dulce de leche                  |
| Mejor packaging             | Memorable Estilo patagonico de sauco                                     | Dantelli Pasta de avellanos con chocolate                            | Dulce Manjar Dulce de leche con chocolate                        |
| Mejor alfajor saludable     | Alfa Pampa Dulce de leche con chocolate sin azúcar                       | Il Toscano Chocolate negro                                           | Chocoleit Chocolate dietético con dulce de leche                 |
| Mejor alfajor de maicena    | Gennaro's Artisanal Alfajores Maicena de dulce de leche, caramelo y coco | MC Alfajores Maicena con dulce de leche                              | La Aldea Maicena                                                 |
| Mejor Alfajor PYME          | Alfajores Cuatro de Julia                                                | Alfajores Cuatro de Julia                                            | Alfajores Cuatro de Julia                                        |
| Mejor stand                 | YPF Full                                                                 | YPF Full                                                             | YPF Full                                                         |

### 2023
En este año se agregaron las categorías mejor alfajor glaseado, mejor alfajor de autor y mejor alfajor industrial 
| Categoría                   |                                                                                    |                                                                                    |                                                                                    |
| --------------------------- | ---------------------------------------------------------------------------------- | ---------------------------------------------------------------------------------- | ---------------------------------------------------------------------------------- |
| Mejor alfajor del mundo     | Alfajores Quiero Triple de dulce de leche, ganache de maní y chocolate semi amargo | Alfajores Quiero Triple de dulce de leche, ganache de maní y chocolate semi amargo | Alfajores Quiero Triple de dulce de leche, ganache de maní y chocolate semi amargo |
| Mejor chocolate negro       | Tpuales Dulce de leche y chocolate negro                                           | 1823 Dulce de leche y chocolate negro                                              | Nurko Dulce de leche y chocolate negro                                             |
| Mejor chocolate blanco      | Arrabal Dulce de leche y chocolate blanco                                          | Sr. Alfajor Frambuesa, limón y chocolate blanco                                    | Brava Frambuesa y chocolate blanco                                                 |
| Mejor dulce de leche        | Don Barcelo Dulce de leche y chocolate semi amargo                                 | La Aldea Maicena con extra dulce de leche                                          | Ególatra Dulce de leche y maní tostado                                             |
| Mejor relleno de fruta      | El Rodeo Dulce de leche con cayote glaseado                                        | Kakawa Frambuesa y chocolate negro                                                 | Chocolezza Manzana a la canela con chocolate negro                                 |
| Mejor alfajor simple        | Sr. Alfajor Nutella con chocolate crocante                                         | Alfajores del Uruguay Maracuyá y chocolate blanco                                  | Don Barcelo Dulce de leche                                                         |
| Mejor alfajor triple        | Alfajores Quiero Dulce de leche, ganache de maní y chocolate.                      | El & Mar Dulce de leche y chocolate                                                | Los Retamos Crema de chocolate y dulce de leche.                                   |
| Mejor galleta               | Arrabal Avellanas con chocolate                                                    | Don Abel 4 capas de Dulce de Leche con Chocolate                                   | Valeria Pâtissière Almendra con Dulce de Leche                                     |
| Mejor alfajor de confitería | Alfajores del Uruguay Dulce de leche                                               | Dulce Inés Pistacho y frambuesa con chocolate blanco                               | La Aldea Dulce de leche                                                            |
| Mejor sabor tradicional     | Cruz Velasco Dulce de leche y nuez                                                 | Alfajores Amnu Naranja y dulce de leche con chocolate                              | Raíces de Cacao Dulce de leche                                                     |
| Mejor sabor exótico         | Hannover Fernet con dulce de leche saborizado y chocolate                          | Alfajores Guenoa Maní                                                              | Kakawa Banana con dulce de leche                                                   |
| Mejor textura               | Ególatra Maní tostado con dulce de leche y chocolate                               | Sabores de Azul Lavanda con dulce de leche y chocolate                             | ChocAra Brownie con dulce de leche sin TACC                                        |
| Mejor aroma                 | Chocolezza Dulce de leche al Rhum                                                  | El Arequero Dulce de leche y merengue                                              | Ayapanes Dulce de leche de coco con chocolate semi amargo a base de plantas        |
| Mejor packaging             | Noli Alfajores                                                                     | Valeria Pâtissière                                                                 | An-Bi                                                                              |
| Mejor alfajor saludable     | Alfajores del Uruguay Frutos rojos y tapas de coco veganas                         | Sol de Invierno Dulce de leche y chocolate semiamargo sin TACC                     | Meltaim Marroc integral                                                            |
| Mejor alfajor de maicena    | Gennaro's Artisanal Alfajores Maicena de dulce de leche, caramelo y coco           | La Aldea Maicena con dulce de leche extra                                          | El Arequero Maicena sin TACC                                                       |
| Mejor alfajor PYME          | La Goulue Chocolatier Chocolate con reducción de vino Malbec                       | Placer de los Dioses Mango, maracuyá y chocolate                                   | Fasur Dulce de leche                                                               |
| Mejor alfajor Glaseado      | Montemar Dulce de leche glaseado                                                   | Brava Estilo cordobés de dulce de leche glaseado                                   | Juaninno Dulce de leche glaseado                                                   |
| Mejor alfajor de autor      | Hemels Queso y guayaba                                                             | Janiz Dulce de leche y merengue                                                    | Dulce Cobo Dulce de leche con nuez y chocolate blanco                              |
| Mejor alfajor industrial    | Punta Ballena Dulce de leche y merengue con chocolate                              | El Rodeo Triple negro                                                              | Minue Dulce de leche y chocolate blanco                                            |
| Mejor stand                 | El Rodeo                                                                           | La Quinta                                                                          | Chocolezza                                                                         |

## Palmarés

### Por marca
Por la gran cantidad de marcas, solo se incluyen las que ganaron 2 o más medallas
| País                          |   |   |   |   |   |
| ----------------------------- | - | - | - | - | - |
| La Aldea                      | 0 | 0 | 2 | 3 | 5 |
| Arrabal                       | 0 | 3 | 1 | 0 | 4 |
| Chocolezza                    | 0 | 2 | 0 | 2 | 4 |
| El Rodeo                      | 0 | 2 | 1 | 0 | 3 |
| Ególatra                      | 0 | 2 | 0 | 1 | 3 |
| Sr. Alfajor                   | 0 | 1 | 1 | 1 | 3 |
| El Arequero                   | 0 | 0 | 2 | 1 | 3 |
| Milagros del Cielo            | 1 | 1 | 0 | 0 | 2 |
| Alfajores Quiero              | 1 | 1 | 0 | 0 | 2 |
| Gennaro's Artisanal Alfajores | 0 | 2 | 0 | 0 | 2 |
| Montemar                      | 0 | 1 | 1 | 0 | 2 |
| 1823                          | 0 | 1 | 1 | 0 | 2 |
| YPF Full                      | 0 | 1 | 0 | 1 | 2 |
| Arroyito de la Cruz           | 0 | 1 | 0 | 1 | 2 |
| Los Retamos                   | 0 | 1 | 0 | 1 | 2 |
| Isidoro Alfajores             | 0 | 0 | 2 | 0 | 2 |
| Don Abel                      | 0 | 0 | 1 | 1 | 2 |
| Dulce Cobo                    | 0 | 0 | 1 | 1 | 2 |
| Brava                         | 0 | 0 | 1 | 1 | 2 |
| Kakawa                        | 0 | 0 | 1 | 1 | 2 |
| Valeria Pâtissière            | 0 | 0 | 1 | 1 | 2 |

El icono  representa ser campeón mundial

### Por país
| País      |   |    |    |    |    |
| --------- | - | -- | -- | -- | -- |
| Argentina | 2 | 28 | 31 | 33 | 94 |
| Uruguay   | 0 | 5  | 3  | 1  | 9  |
| Canadá    | 0 | 2  | 0  | 0  | 2  |
| Gales     | 0 | 1  | 0  | 0  | 1  |
| Ecuador   | 0 | 1  | 0  | 0  | 1  |
| Brasil    | 0 | 0  | 1  | 0  | 1  |
| Perú      | 0 | 0  | 1  | 0  | 1  |
| Paraguay  | 0 | 0  | 0  | 1  | 1  |

El icono  representa ser campeón mundial